# Moggridgea socotra
Moggridgea socotra är en spindelart som beskrevs av Griswold 1987. Moggridgea socotra ingår i släktet Moggridgea och familjen Migidae.
Artens utbredningsområde är Socotra. Inga underarter finns listade i Catalogue of Life.